# Sébastien Delorme
Pour les articles homonymes, voir Delorme.
Sébastien Delorme est un acteur de télévision, de cinéma et de théâtre québécois.

## Biographie
Sébastien Delorme entreprend ses études collégiales au Collège André-Grasset et obtient son diplôme en 1990.
Diplômé du programme option-théâtre du collège Lionel-Groulx de Sainte-Thérèse en 1995, il remporta le Prix Gémeaux du meilleur premier rôle masculin en 2008 pour le téléroman La Promesse.

## Vie privée
Il est le conjoint de la comédienne Julie Perreault de 1999 à 2019. De cette union, deux enfants sont nés, Élizabeth et Thomas Delorme, également acteur. Aujourd’hui en couple avec une jeune femme, Virginie, âgée de 23 ans.

## Filmographie

### À la télévision
- 1995-1998 : Watatatow : Yannick Médrano-Dubuc †
- 1995 : Les Grands Procès : Martin Côté
- 1998 : Radio : François Francoeur
- 1998-1999 : Ent'Cadieux : Pascal Chassé
- 1999 : La Trilogie marseillaise : Césariot
- 2001 : Jean Duceppe : Marcel Dubé
- 2002 : Bilan : Guillaume
- 2002 : Grande Ourse : Jean-Guy Poitras
- 2003-2005 : Le Monde de Charlotte/Un monde à part : Jérôme
- 2004-2011 : La Promesse : Luc Marion
- 2005 : Un homme mort : Martin Belmont
- 2006 : Le 7e Round : Karl Tozzi
- 2007 : René Lévesque - Le destin d'un chef : Michel Carpentier
- 2008 : Lance et compte: Le grand duel : Roma Gauthier
- 2010-2011 : Mirador : Carl Imbeault
- 2012 : 30 vies : Sébastien Picard
- 2013 : Les Jeunes loups : Julien Prince
- 2013 : Nouvelle Adresse : Agent Max Brodeur
- 2015 : Le Berceau des anges : Edgar McCoy
- 2016-2021: District 31 : Stéphane Pouliot
- 2016 : Mensonges : Pat Fortin
- 2018-2020 : La Dérape : Jeff Samson
- 2022 : Les Bracelets rouges : Patrick Bolduc[2]
- 2022 : Indéfendable : Me Léo MacDonald[3]

### Au cinéma
- 2002 : Gaz Bar Blues : Réjean
- 2008 : Le Déserteur : Caporal Yves Dubé
- 2010 : Lance et compte : Le film : Roma Gauthier
- 2014 : La Petite Reine : François Bouchard
- 2015 : Le Rang du lion : Gabriel

### Théâtre
- 1997 : Lucrèce Borgia, mise en scène de Claude Poissant
- 1998 : Le chemin des passes dangereuses, mise en scène de Serge Denoncourt
- 2000 : Sous le regard des mouches, mise en scène de Michel Marc Bouchard
- 2000 : L'École des femmes de Molière, mise en scène de Alain Knapp
- 2001 : Les Oiseaux de proie, mise en scène de Claude Poissant
- 2002 : Le Misanthrope, mise en scène de Françoise Faucher
- 2003 : La Nature même du continent, mise en scène d'Antoine Laprise
- 2003-2004 : La Ménagerie de verre, mise en scène de Françoise Faucher
- 2004 : Charbonneau et le Chef, mise en scène de Claude Maher
- 2004 : La Fausse suivante, mise en scène de Claude Poissant
- 2005 : Le Pont, mise en scène de Guy Spring
- 2008 : Le Lion en hiver, mise en scène de Daniel Roussel